# ايمانويل بواكي أووسو
ايمانويل بواكي أووسو (بالإنجليزية: Emmanuel Boakye Owusu)‏ هو لاعب كرة قدم غاني، ولد في 19 فبراير 2000.